# Ибарра, Иоахим

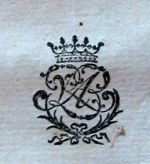
Издательская марка Иоахимa Ибарры, 1781

Иоахим Иба́рра-и-Мари́н (исп. Joaquín Ibarra y Marín; 20 июля 1726, Сарагоса — 13 сентября 1785, Мадрид) — испанский книгопечатник, королевский типографом Карла III и архиепископа Толедо.
В 1779 году он был назначен печатником Испанской королевской академии.
Довёл в Испании искусство книгопечатания до высокой степени совершенства. Из-под его станка вышли роскошные издания Библии, «Истории Испании» Марианы (1780), «Дон Кихота» (1772) и испанского перевода Саллюстия (1772).
После его смерти в 1785 году, его мастерская существовала в Мадриде до 1836 года, ей управляли его жена и дети.